# Pawel Wassiljewitsch Rudakow
Pawel Wassiljewitsch Rudakow (russisch Павел Васильевич Рудаков; * 15. Juli 1915 in Tula; † 16. Januar 1993 in Sankt Petersburg) war ein sowjetischer Musiker (Konzertina-Spieler) und Filmschauspieler, Mitglied des Estrada-Duetts Rudakow & Netschajew, das in den 1950er Jahren populär war. Er war der Verdiente Künstler der Russischen Föderativen Sozialistischen Sowjetrepublik (1961).

## Frühen Lebensjahren
Er arbeitete in der Waffenfabrik Tula, dann im Zirkus und in der Philharmonie. Er kämpfte im Zweiten Weltkrieg.

## Duett Rudakow & Netschajew
Während ihres Militärdienstes in den Nachkriegsjahren lernte er Weniamin Netschajew in Chabarowsk kennen. Nach der Demobilisierung arbeiteten sie etwa drei Jahre in die Ferner Osten Philharmonie.
1948 gründeten Rudakow und Netschajew ein Estrada-Duett und gaben ihr erstes Konzert in Leningrad. Sie haben sich selbst begleitet; Texte für sie wurden von Konstantinow, Razer, Grej, Merlin geschrieben. Es wurden Texte zu aktuellen Themen geschrieben (morgens in der Zeitung – abends in Versen), die die Popularität des Duetts prägten, das zu einem der Zeichen der Zeit des Chruschtschow-Tauwetters geworden war. Sogar Nikita Chruschtschow selbst behandelte Rudakow und Netschajew mit Sympathie; Künstler wurden zu wichtigen Treffen zu kulturellen Themen eingeladen.
1962 wurde das Duett aufgelöst. Das Duett wurde eigens für die Dreharbeiten in Moskau glaubt den Tränen nicht wiedervereint – der Regisseur lud sie ein, an dem Film mitzuwirken, um die Atmosphäre der 1950er Jahre nachzubilden.

## Spätere Jahre und Tod
Nach 1962 arbeitete Rudakow an seiner Solokarriere und war ein Mentor für Künstler der neuen Generation. Er starb am 16. Januar 1993 in Sankt Petersburg.

## Filmographie
- 1958 – Улица полна неожиданностей[4] – Betrunkener Mann in der Polizeistation[5]
- 1959 – Не имей сто рублей...[6] – Wassili Guljajev[5]
- 1968 – Удар! Еще удар![7] – Fußballfan[5]
- 1980 – Moskau glaubt den Tränen nicht[8] – Cameo[5]
- 1990 – Бумажные глаза Пришвина[9] – Lew Schutow[5]